# 허버트섬

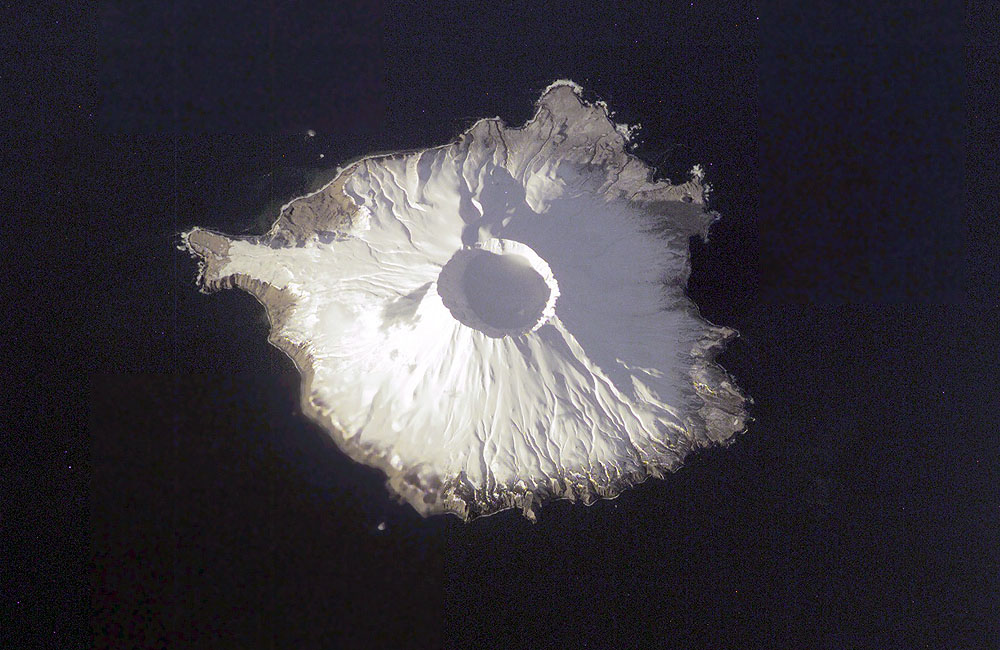

허버트섬(Herbert island)은 미국 알래스카주의 알류샨 열도에 솟아있는 화산섬으로, 성층 화산이다. 이 화산은 칼데라를 가지고 있으며,
클리블랜드 산 (알래스카)보다 남쪽에 떨여져 있다. 칼데라 내에는 큰 화구 호수가 있다.